# Zdeněk Svoboda (voleibolista)
Zdeněk Svoboda es un deportista checoslovaco que compitió en voleibol adaptado. Ganó una medalla de bronce en los Juegos Paralímpicos de Barcelona 1992.

## Palmarés internacional
| Juegos Paralímpicos | Juegos Paralímpicos | Juegos Paralímpicos | Juegos Paralímpicos     |
| Año                 | Lugar               | Medalla             | Competición             |
| ------------------- | ------------------- | ------------------- | ----------------------- |
| 1992                | Barcelona (España)  | Medalla de bronce   | Torneo masculino de pie |